# San Giacomo di Veglia
San Giacomo di Veglia je del občine Vittorio Veneto, v pokrajini Treviso v Italiji.

## Geografija
Stoji na ravnini na desnem bregu reke Meschio, južnem delu občine in na meji s Colle Umberto.

## Zgodovina
Pod Lombardsko-beneškim kraljestvom je bilo samostojna občina, ki je imela še krajevni skupnosti Carpesica in Formeniga. Kasneje so ga združili s Cenedo. Med prvo svetovno vojno od 19. novembra 1917 do 2. januarja 1918 je bil sedež kraljevega pruskega Jagdstaffel 31 (bojna eskadrila Luftstreitkräfte, zračna enota cesarske nemške vojske).

## Zanimivosti

### Cerkev savetega Jakoba apostola
Župnijska cerkev posvečena zavetniku je na križišču državne Nemške z lokalno cesto št. 71, kjer se tvori trg, na katerem je cerkev, skupaj s samostanom in drugimi upravnimi stavbami.
Župnija je  iz prvega desetletja 18.  stoletja, svojo sedanjo obliko dolguje posegom 19. stoletja. Fasada z timpanonom in majhno rozeto, je neokrašena in brez oken; štirje dolgi pilastri so edini okras. 

### Zvonik
Stoji ob glavni cesti Alemagna, sredi vasi. Zvonik svetega Jakoba je ena najbolj značilnih stavb v središču. Je kockasta struktura prekinjena, s tremi majhnimi okni in visok tri od štirih nadstropij ki ga sestavljajo. Na vrhu so zvonovi.

### Cistercijanski samostan svetega Gervasia in Protasia
Starodavna skupnost cistercijanov je živela v samostanu v Belluno do 1909, leto, v katerem so se bili prisiljeni preseliti v San Giacomo di Veglia. Kompleks, ki je še zdaj njihov dom, je pred zvonikom in župnijsko cerkvijo. Zasnoval ga je morda Giorgio Massari iz dveh hlevov plemičev Crotta.

### Cerkev svetega Antona
Je ob državni cesti Alemagna, v bližini vrat Vittorio Veneto. Cerkev svetega Antona Padovanskega je stavba srednje velikosti in razvita v višino. Nastala je iz dveh teles: glavni je osmerokotne oblike, od katerega ena stranica tvori fasado in mlajšega priloženega zadnjemu delu, z majhno kupolo. Fasada ob cesti je označena z lesenim portalom, z nišo z velikim kipom svetega Antona. Nad njim je okno.
Cerkev, ki je obstajala kot oratorij od renesanse in je bila obnovljena leta 1693. 

### Villa Nardari
Ob glavni cesti med centrom naselja in cerkvijo svetega Antona je Villa Nadari  iz 18. stoletja. Glavna stavba je v treh etažah, odprtine so  porazdeljene simetrično: dva para pravokotnih monofor v pritličju, medtem ko je centralni portal z okroglimi glavami in balustrado na prvem, kar naredi elegantno pročelje, na vrhu katerega je napušč.

### Območje via delle Filande in reka Meschio
Via delle Filande je vzhodno od centra, na območju, ki ohranja veliko značilnosti iz zgodnjega 20. stoletja. Tukaj teče reka Meschio, ki s svojimi vodami namaka kmetijska zemljišča (iz katerih  nasadov se dobi koruza in grozdje); ob reki so številni dobro ohranjeni objekti in stavbe, opuščena predilnica. V začetku dvajsetega stoletja je bilo dobro razvito gojenje sviloprejk.
Predilnica je sestavljena iz ulice z velikim kompleksom stavb arhitekturne in industrijske vrednosti, kjer prevladuje dimnik: v celoti obnovljena leta 2000, je uporabljena kot muzej  sviloprejk, v spomin na zgodovinsko industrijsko tradicijo.

## Gospodarstvo
San Giacomo di Veglia je tudi gospodarskega pomena, z lego med železnico in državno cesto Alemagna je glavna industrijska cona v občini Vittorio Veneto. V območju Sangiacomese so tudi žitna skladišča, vinogradi in sadovnjaki.